# 시코르
시코르는 신세계 백화점이 감각적인 안목으로 엄선한 뷰티 컬렉션이 있는 뷰티 전문 편집숍이다.

## 점포
| 지역명           | 해당 지역 점포명(총 22개) |
| 서울특별시(10개) | 신세계 강남점 스타필드 코엑스점 / 타임스퀘어 영등포점 / 아이파크몰 용산점 / AK&홍대점 / 신세계 본점 / 홍대점 / 마리오아울렛점// NC신구로점 / NC강서점 / |
| 경기도 (3개)     | 스타필드고양점 /스타필드 안성/ 스타필드 수원점 / |
| 강원도 (1개)     | AK플라자 원주점 |
| 대구광역시(1개)  | 신세계 대구점 |
| 대전광역시 (1개) | 대전신세계 Art&Science점 |
| 충청도 (1개)     | 신세계 천안아산점 |
| 부산광역시(1개)  | 신세계 센텀시티점 |
| 경상도 (2개)     | 신세계마산점 /신세계 김해점 |
| 광주광역시 (1개) | 신세계광주점 |
| 전라도 (1개)     | LF스퀘어 광양점 |

## 시코르카드
하나카드와 제휴 하여 신세계 포인트 적립 및 할인이 된다.